# Risiocnemis confusa
Risiocnemis confusa är en trollsländeart som beskrevs av Hämäläinen 1991. Risiocnemis confusa ingår i släktet Risiocnemis och familjen flodflicksländor. Inga underarter finns listade i Catalogue of Life.